# Farol de Point Judith
O Farol de Point Judith está localizado no lado oeste da entrada de Baía de Narragansett, Rhode Island, bem como no lado norte da entrada leste de Block Island Sound. A confluência de dois cursos de água torna esta área movimentada com o tráfego de água e as águas ao redor de Point Judith são muito frias e perigosas. Historicamente, mesmo com faróis ativos, houve muitos naufrágios ao largo dessas costas.
Três estruturas leves foram construídas neste local. A torre original de 11 m (35 ft), foi construída em 1810, foi destruída por um furacão em 1815. Depois foi substituída em 1816, por outra torre de pedra de 11 m (35 ft) com uma luz giratória e dez lâmpadas. A atual torre de granito octogonal foi construída em 1856. A metade superior da torre é pintada de castanho e a metade inferior de branco para tornar a estrutura leve e um marco diurno mais eficaz para o tráfego marítimo. Em 1871, capitães de navios pediram que o sinal de neblina de Point Judith fosse alterado de uma buzina para apito. Essa mudança distinguiu a luz Point Judith do Farol Beavertail, que usava uma sirene para anunciar neblina. Um apito também podia ser ouvido mais distintamente sobre os sons das ondas na área. O farol de Point Judith Light foi automatizado em 1954 e foi listado no Registro Nacional de Lugares Históricos em 1988.